# Rheumaptera inepta
Rheumaptera inepta är en fjärilsart som beskrevs av Paul Dognin 1900. Rheumaptera inepta ingår i släktet Rheumaptera och familjen mätare. Inga underarter finns listade.